# Baryssinus albifrons
Baryssinus albifrons là một loài bọ cánh cứng trong họ Cerambycidae.